# Piëtakapel (Weerd)

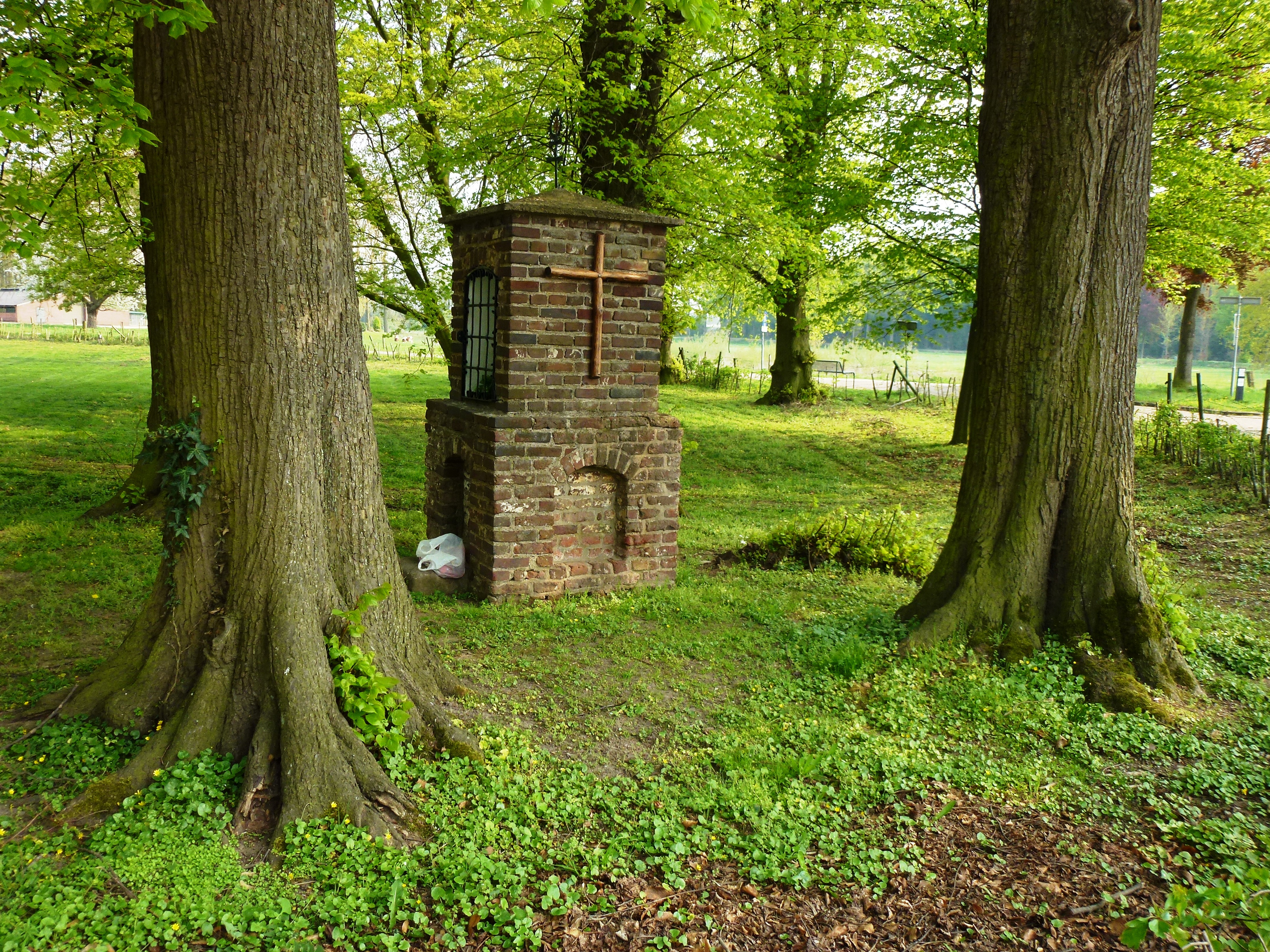
Piëtakapel

De Piëtakapel is een kapel in buurtschap Weerd ten noordwesten van het dorp Linne in de Nederlandse gemeente Maasgouw. De kapel staat aan de Weerderweg ten zuidwesten van Kasteel Heysterum in het veld naast het oprijpad naar het kasteel.
De kapel is gewijd aan de piëta en rond de kapel staan zes lindebomen. Vroeger stonden er zeven lindes rond de kapel, maar een is er doodgegaan.

## Geschiedenis
In de 19e of 20e eeuw werd de kapel gebouwd.
In mei 2000 werd de kapel opgenomen in het rijksmonumentenregister.

## Bouwwerk
De bakstenen kapel is een niskapel gebouwd op een vierkant plattegrond. De kapel heeft een breder basement, daarop een vierkante opbouw en bekroond met een laag cementen tentdak met hierop een ijzeren kruis. In het basement heeft de kapel aan meerdere zijdes segmentboogvormige nissen.
In de frontgevel bevindt zich in de opbouw de segmentboogvormige nis die wordt afgesloten met een metalen hekje. In de nis staat een beeldje van een piëta die Maria voorsteld met op haar schoot de dode Christus.